# Saint-Jean-de-Moirans
Saint-Jean-de-Moirans is een gemeente in het Franse departement Isère (regio Auvergne-Rhône-Alpes). De plaats maakt deel uit van het arrondissement Grenoble. Saint-Jean-de-Moirans telde op 1 januari 2022 3.601 inwoners. 

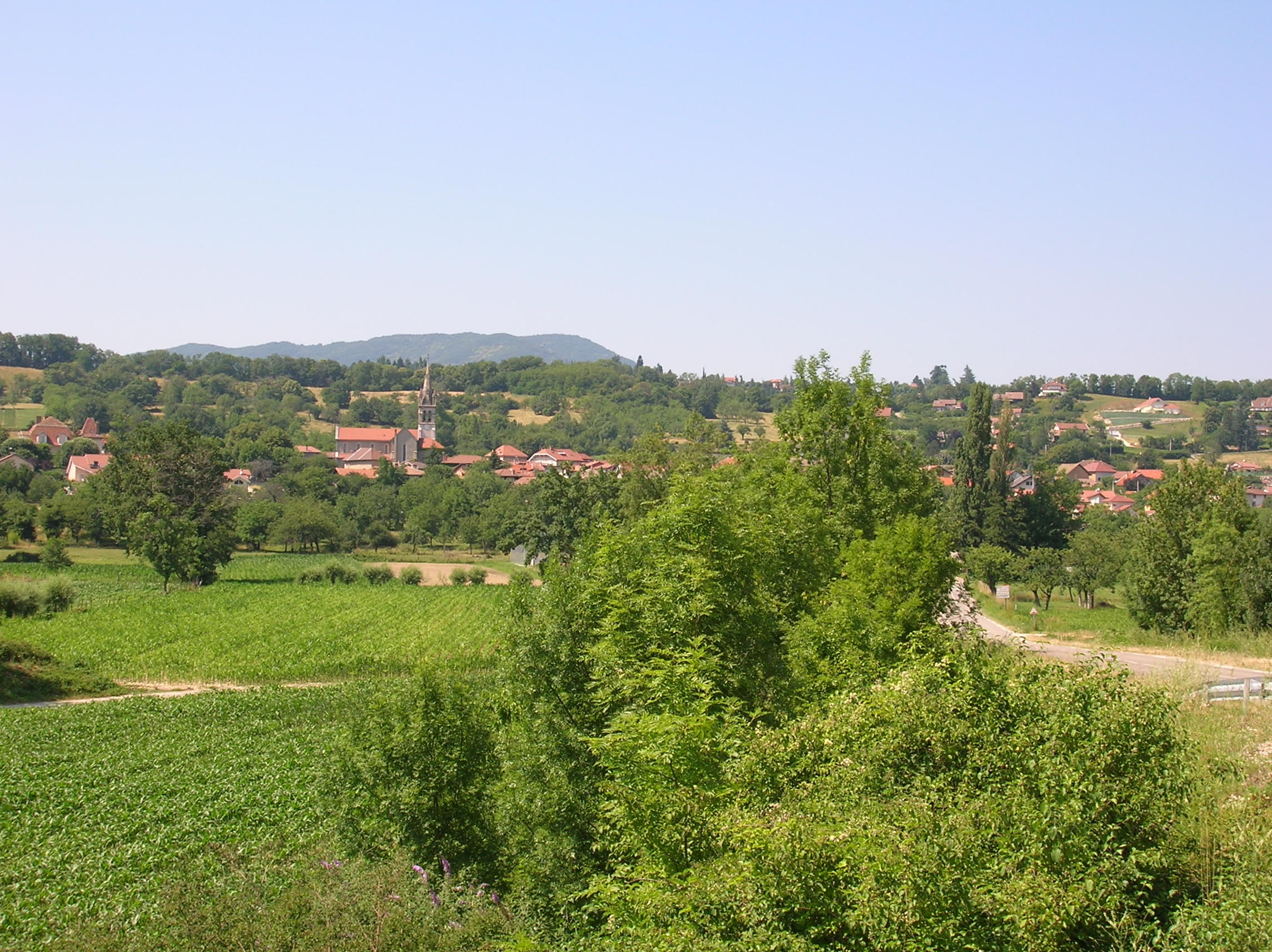
Saint-Jean-de-Moirans
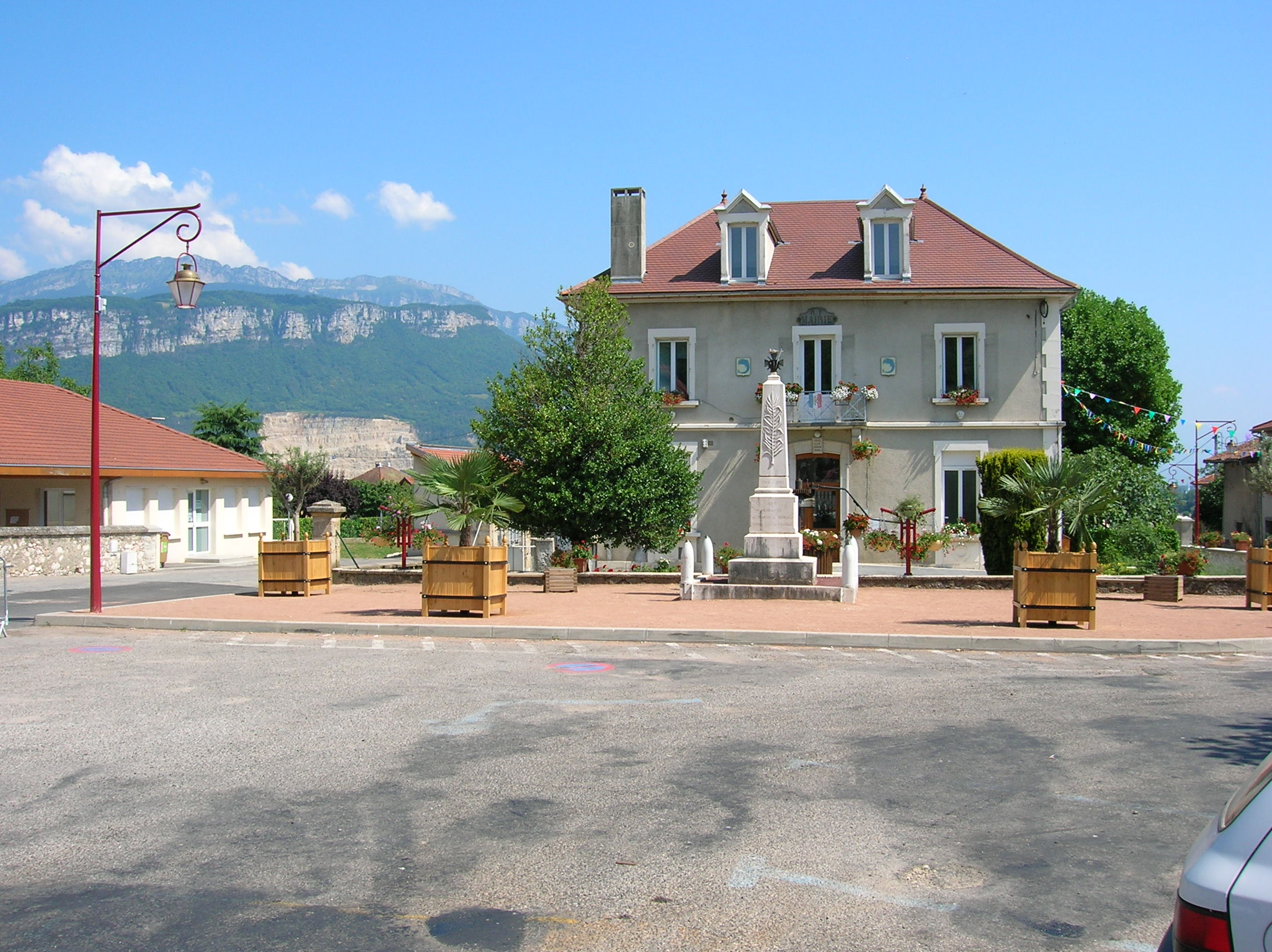
Gemeentehuis

## Geografie
De oppervlakte van Saint-Jean-de-Moirans bedroeg op 1 januari 2022 6,43 vierkante kilometer; de bevolkingsdichtheid was toen 560 inwoners per km².

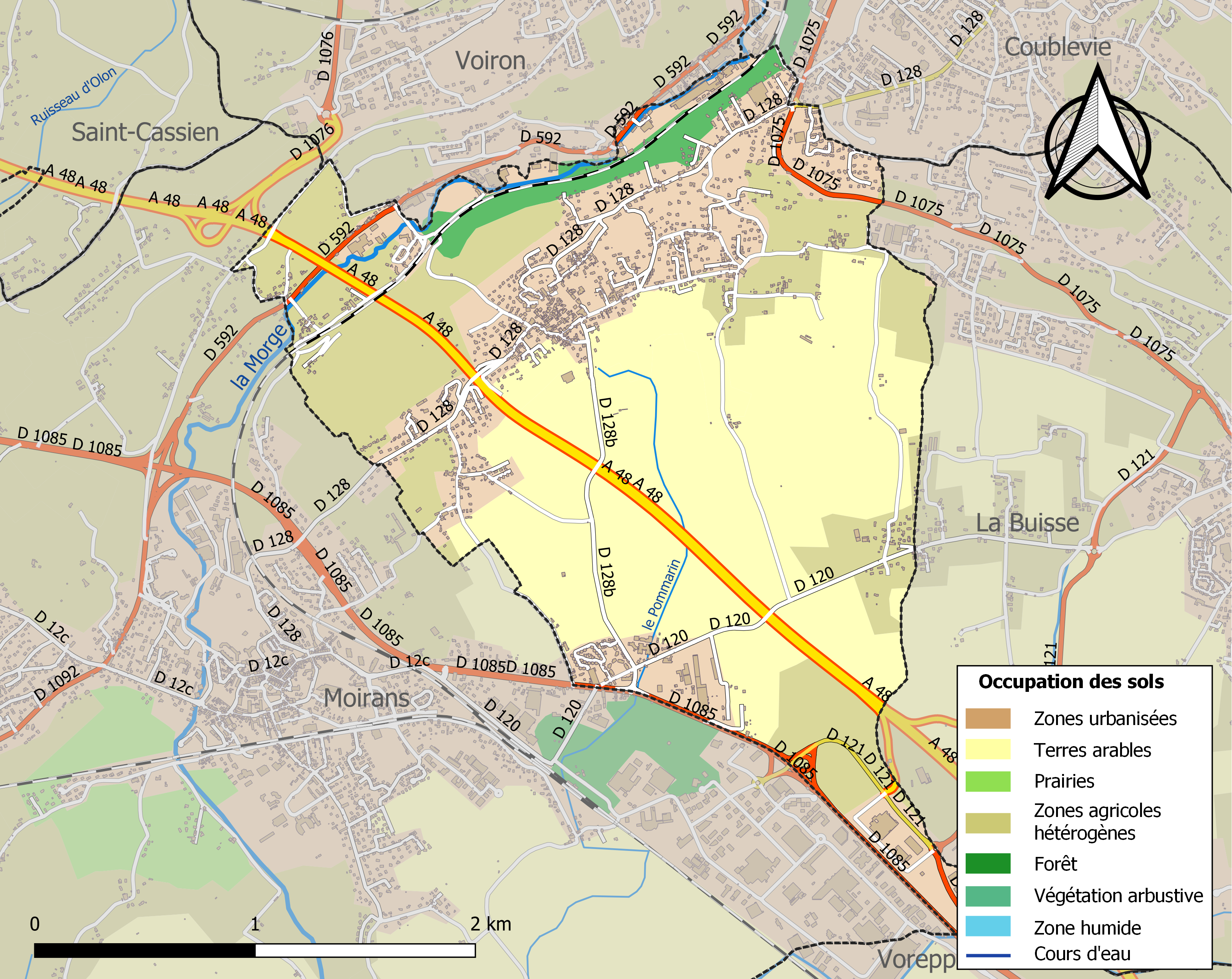
Kaart van de gemeente met de belangrijkste infrastructuur, bodemgebruik en omliggende gemeenten

## Demografie
Onderstaande figuur toont het verloop van het inwonertal (bron: INSEE-tellingen).